# Elongación (física)
La elongación en mecánica es la distancia que, en un instante dado, separa a una partícula o cuerpo sometidos a oscilación de su posición de equilibrio.
Por extensión, en un sistema físico se define la elongación asociada a una magnitud física característica del mismo como la diferencia de su valor en un instante dado y el correspondiente al estado de equilibrio del sistema.

## Ejemplos e interpretación
En física, la elongación se refiere comúnmente a los sistemas oscilantes, tanto materiales (ejemplo, masa sujeta a un muelle) como inmateriales (oscilaciones electromagnéticas).
Así, en el caso de las oscilaciones de una masa sujeta a un muelle, la elongación se define como la separación de la masa (o el alargamiento/acortamiento del muelle) con respecto a su posición de equilibrio. En este ejemplo, la elongación se mide en unidades de longitud (metros, en el S.I.). En el caso de las oscilaciones libres del sistema masa-muelle, la elongación viene expresada por la función:

(3){\displaystyle x(t)=A\cos(\omega t+\phi )\,}

donde:
{\displaystyle x\,} es la elongación o desplazamiento respecto al punto de equilibrio.
{\displaystyle A\,} es la amplitud del movimiento (elongación máxima).
{\displaystyle \omega \,} es la frecuencia angular
{\displaystyle t\,} es el tiempo.
{\displaystyle \phi \,} es la fase inicial e indica el estado de oscilación o vibración (o fase) en el instante t = 0 de la partícula o sistema oscilante.